# Inżynieria mechaniczna
Inżynieria mechaniczna – całość wiedzy dotyczącej projektowania, wytwarzania i eksploatacji maszyn i konstrukcji, wyjąwszy z tego maszyny elektryczne i energetyczne, które są domeną inżynierii elektrycznej i inżynierii energetycznej oraz maszyn matematycznych, które są domeną inżynierii komputerowej.
Do podstawowych dziedzin inżynierii mechanicznej należą:
- rysunek techniczny
- teoria mechanizmów i maszyn
- materiałoznawstwo
- wytrzymałość materiałów
- mechanika konstrukcji
- mechanika ciał stałych
- podstawy konstrukcji maszyn
- maszynoznawstwo
- technologia budowy maszyn
- mechanika precyzyjna